# Eshtehard
Eshtehard (persiska: اشتهارد) är en stad i norra Iran. Den är administrativt centrum för delprovinsen Eshtehard i provinsen Alborz.